# Senecio odoratus
Senecio odoratus là một loài thực vật có hoa trong họ Cúc. Loài này được Hornem. miêu tả khoa học đầu tiên năm 1815.